# Con de Taylor

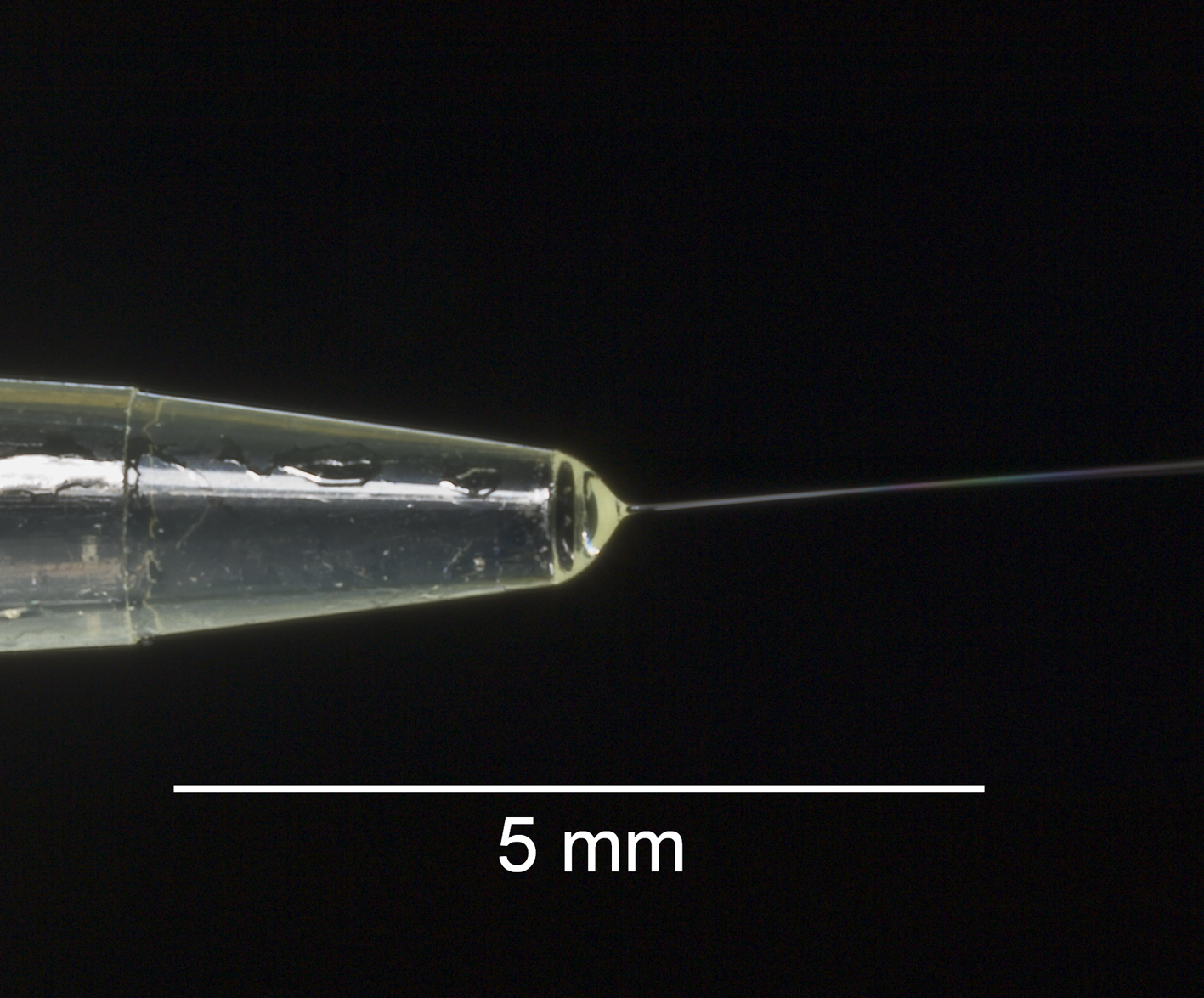
Fotografia d'un menisc d'alcohol polivinílic en solució aquosa que mostra una fibra extreta d'un con de Taylor mitjançant el procés d'electrofilatura.

Un con de Taylor es refereix al con observat en processos d'electrospinning, electrospray i polvorització hidrodinàmica del qual emana un raig de partícules carregades per sobre d'un voltatge llindar. A part de la ionització electrospray en espectrometria de masses, el con de Taylor és important en la propulsió elèctrica d'emissió de camp (FEEP) i els propulsors col·loides utilitzats en el control fi i l'empenta d'alta eficiència (baixa potència) de naus espacials.

## Història
Aquest con va ser descrit per Sir Geoffrey Ingram Taylor el 1964 abans que l'electroespray fos "descobert". Aquest treball va seguir el treball de Zeleny que va fotografiar un raig de con de glicerina en un fort camp elèctric i el treball de diversos altres: Wilson i Taylor (1925), Nolan (1926) i Macky (1931). Taylor estava principalment interessat en el comportament de les gotes d'aigua en camps elèctrics forts, com en les tempestes.

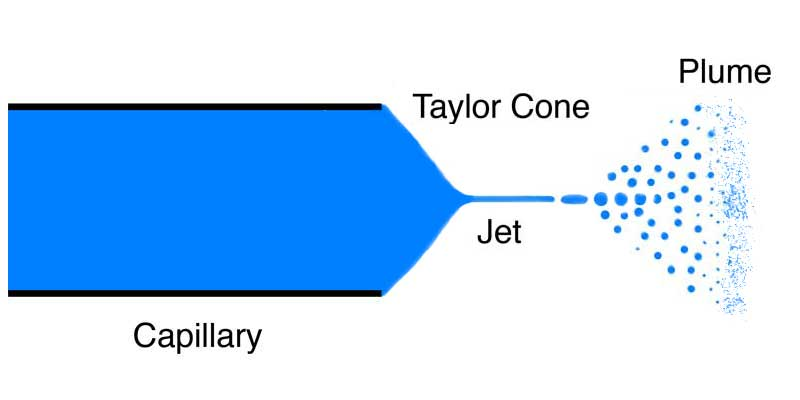
Diagrama d'electrospray que representa el con, el raig i el plomall de Taylor

## Formació
Quan un petit volum de líquid conductor elèctric s'exposa a un camp elèctric, la forma del líquid comença a deformar-se a partir de la forma causada només per la tensió superficial. A mesura que augmenta la tensió, l'efecte del camp elèctric es fa més destacat. A mesura que aquest efecte del camp elèctric comença a exercir una magnitud de força similar sobre la gota com ho fa la tensió superficial, comença a formar-se una forma de con amb els costats convexos i una punta arrodonida. Això s'aproxima a la forma d'un con amb un angle sencer (amplada) de 98,6°. Quan s'ha arribat a una certa tensió llindar, la punta lleugerament arrodonida s'inverteix i emet un raig de líquid. Això s'anomena raig de con i és l'inici del procés d'electrospray en el qual els ions es poden transferir a la fase gasosa. En general, es troba que per aconseguir un raig de con estable s'ha d'utilitzar una tensió lleugerament superior al llindar. A mesura que la tensió augmenta encara més, es troben altres modes de desintegració de gotes. El terme con de Taylor pot referir-se específicament al límit teòric d'un con perfecte exactament de l'angle previst o, generalment, es refereix a la porció aproximadament cònica d'un raig de con després d'haver començat el procés d'electrospray.

## Teoria
Sir Geoffrey Ingram Taylor l'any 1964 va descriure aquest fenomen, teòricament derivat basant-se en supòsits generals que els requisits per formar un con perfecte en aquestes condicions requerien un angle semivertical de 49,3° (un angle sencer de 98,6°) i va demostrar que la forma de aquest con es va apropar a la forma teòrica just abans de la formació del raig. Aquest angle es coneix com angle de Taylor. Aquest angle és més exacte {\displaystyle \pi -\theta _{0}\,} on {\displaystyle \theta _{0}\,} és el primer zero de {\displaystyle P_{1/2}(\cos \theta _{0})\,} (la funció Legendre d'ordre 1/2).
La derivació de Taylor es basa en dos supòsits: (1) que la superfície del con és una superfície equipotencial i (2) que el con existeix en un equilibri d'estat estacionari. Per complir amb aquests dos criteris, el camp elèctric ha de tenir simetria azimutal i tenir {\displaystyle {\sqrt {R}}\,} dependència per contrarestar la tensió superficial per produir el con. La solució a aquest problema és:
{\displaystyle V=V_{0}+AR^{1/2}P_{1/2}(\cos \theta _{0})\,}
on {\displaystyle V=V_{0}\,} (superfície equipotencial) existeix a un valor de {\displaystyle \theta _{0}} (independentment de R) produint un con equipotencial. L'angle necessari per {\displaystyle V=V_{0}\,} perquè tot R és un zero de {\displaystyle P_{1/2}(\cos \theta _{0})\,} entre 0 i {\displaystyle \pi \,} que només n'hi ha un a 130,7099°. El complement d'aquest angle és l'angle de Taylor.